# Sacha Baron Cohen

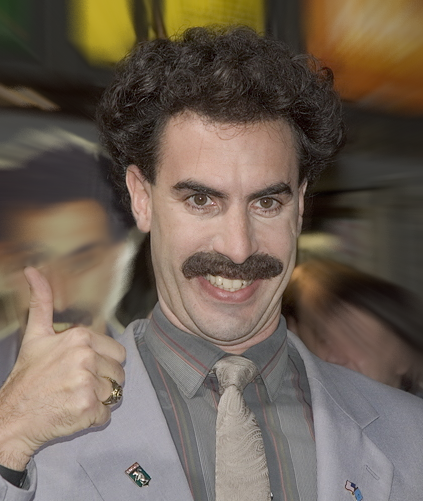
Sacha Baron Cohen în rolul lui Borat

Sacha Noam Baron Cohen (n. 13 octombrie 1971, Greater London, Anglia, Regatul Unit) este un comediant englez, absolvent al Universității Cambridge, cunoscut pentru personajele Borat, Brüno și Generalul Aladeen. Este, de asemenea, cunoscut ca scenarist și producător.

## Filmul Borat
Pentru filmul Borat, realizat în 2006, a primit în anul următor un Glob de Aur, fiind desemnat Cel mai bun actor la categoria film muzical și de comedie și a fost nominalizat la Oscar pentru Cel mai bun scenariu.
Este căsătorit din 2010 cu Isla Fisher.